# Борис Пастернак
Борис Леонидович Пастернак (рус. Борис Леонидович Пастернак; Москва, 10. фебруар 1890 — Переделкино крај Москве, 30. мај 1960) је био руски књижевник.
Био је песник, новелиста, романописац и преводилац. Одрастао је у интелектуалној средини, студирао је филозофију у Москви и Марбургу. У младости је био футуриста. Поезија му је претежно тематски аполитична, литерарна и интелектуална. Пише и поеме са темом прве и друге руске револуције. У роману „Доктор Живаго“ ослонио се на традиције романа 19. века и изградио дело на фабули о судбини неколико породица, обухватио простор од западних руских граница до Сибира, са Москвом у средишту, описао две руске револуције и завршио епилогом у време Другог светског рата. У Совјетском Савезу је роман назван „антисовјетским“, а на Западу је 1958. године Пастернаку додељена Нобелова награда, коју писац није примио.

## Младост
Пастернак је рођен у Москви 10. фебруара (по грегоријанском календару) 1890. (по Јулијанском календару 29. фебруара) у жидовској породици. Његов отац, Леонид Пастернак, је био познати сликар и професор на Московској школи сликања, скулптуре и архитектуре, док је његова мајка, Роса (Рааца) Кауфман, била концертна пијанискиња. Одрастао је у високо космополитанској атмосфери, где су неки од бројних посетилаца његовом дому били композитор Сергеј Рахмањинов, песник Рајнер Марија Рилке, те писац Лав Николајевич Толстој.
Под инспирацијом свога суседа Александра Скриабина одлучује да постане композитор, те је стога и отишао на Московски конзерваторијум. Године 1910, нагло одлази с конзерваторијума на Магдебуршки универзитет, где је студирао под неокантским филозофима као што је Херман Кохен и Николај Хартман. Иако се сматрало да ће постати филозоф, ипак одустаје од тога како би се вратио у Москву 1914. године. Његова прва колекција поезије на коју су утицали Александер Александрович Блок и руски футуристи објављена је касније те године.
Његов први стихови симулирају његову преокупацију с Кантовим идејама. Његов садржај укључује ударну алитерацију, дивље ритмичке комбинације, свакодневни речник, те скривене алузије спрам својих омиљених песника као што су Рилке, Љермонтов те немачки романтични песници.
Током Првог светског рата подучавао је и радио у хемијској фабрици у Всеволодово-Вилвеу, који су му недвојбено пружили довољно материјала за његов роман „Доктор Живаго” много година касније. За разлику од своје бројне родбине и пријатеља, Пастернак није отишао из Русије након револуције. Напротив, био је фасциниран новим идејама и могућностима које је револуција донела на видело.

## Сестра моја, живот
Пастернак је провео лето 1917. живећи у степском крају близу Саратова, где се и заљубио. Та је страст резултирала збирком „Сестра моја, живот”, коју је написао у периоду од три месеца, али је био превише посрамљен да је објави четири целе године због романског стила којим је написана. Када ју је коначно објавио 1921, та је збирка револуционирала руску поезију. То га је учинило моделом за млађе песнике, што је пак променило поезију Осипа Мандељштама и Марине Иванове Цветајеве те других.
Након „Сестра моја, живот” Пастернак је направио нека херметичка дела неуједначеног квалитета, међу којима се налази и његово ремекдело – лирски циклус насловљен „Руптура” (1921). Аутори као што су Владимир Мајаковски, Андреј Бели и Владимир Набоков су аплаудирали његовој поезији као делима чисте, распуштене инспирације. Касних 1920-их Пастернак је све више осећао како је његов шаролики модернистички стил све више у супротности с доктрином социјалистичког реализма коју је одобравала комунистичка партија. Покушавао је да своју поезију направити прихватљивијом маси тако што је преправљао своја ранија дела, те започињући две опширне поеме на тему руске револуције. Такође се окренуо прози, те је написао неколико аутобиографских прича, од којих се највише истичу „Детињство љубавника” и „Сигурна пратња”.

## Доктор Живаго
Неколико година пре почетка Другог светског рата Пастернак се са својом женом доселио у Переделкино – село за писце које је удаљено неколико километара од Москве. Био је испуњен с љубави према животу која је његовој поезији давала тон пун наде. То се рефлектовало у имену његовог аутобиографског хероја Живага, које је извео из руске речи „жив”. За још један познати лик из овог романа, Лару, је речено како је настала по моделу његове љубавнице Олге Ивинскајске.
Како су Совјетски ауторитети на ову књигу гледали с неодобравањем, Доктора Живага је прокријумчарио Пастернаков пријатељ Ајзаја Берлин, те га је објавио у италијанском преводу у италијанској издавачкој кући Фелтринели 1957. године. Тај је роман постао инстантном сензацијом, а накнадно је преведен и објављен у многим земљама несовјетског блока.Године 1958. и 1959, америчко је издање овог романа провело 26 недеља на врху „Њујорк тајмсове” bестселерске листе. Иако нико од његових совјетских критичара није имао прилику да прочита овај забрањени роман, неки од њих су јавно захтевали да се Пастернак избаци из СССР-а. То је довело до шаљиве руске изреке која се користи како би се задиркивала и исмејавала критика књижевности, као што су: „Нисам прочитао Пастернаково дело, али га осуђујем”. „Доктор Живаго” је на крају ипак објављен у СССР-у 1988. године.
Адаптација овога дела у филм, који је режирао Дејвид Лин, било је епских пропорција. Главне улоге у овоме филму добили су Омар Шариф и Џули Кристи. Због своје концентрације на романтички аспект приче убрзо је постао светским хитом. Успркос томе, овај филм ипак није објављен у Русији све до скорог пада Совјетског Савеза.

## Нобелова награда
Пастернак је наведен као добитник Нобелове награде за књижевност за 1958. годину. 25. октобра, два дана након што је чуо како је освојио ову престижну награду послао је телеграм следећег садржаја Шведској академији:
Неизмерно захвалан, дирнут, поносан, зачуђен, збуњен.
Четири дана након тога послао је још један телеграм Шведској академији:
Узимајући у обзир значење ове награде у друштву којем припадам морам је одбити. Молим Вас да се не увредите мом добровољном одбијању.
Шведска академија је на то објавила:
Ово одбијање, наравно, ни на који начин не мења исправност награде. Академији остаје још само, ипак, да најави са жаљењем како се презентација награде не може одржати.
Читајући између редова Пастернаковог другог телеграма јасно је како је одбио награду из страха од одузимања држављанства ако би отпутовао у Стокхолм како би преузео награду. Након што се целога живота трудио да избегне напуштање Русије ова могућност није напредак којему се надао, или којег је прижељкивао.
Иако је одбио Нобелову награду Совјетски су га официри нападали, тако да му је најмање претило избацивање из земље. Но, успркос томе, чини се како је премијер Индије Џавахарлал Нехру можда говорио с Никитом Хрушчовом, тако да га ипак нису послали у егзил или га затворили.
Упркос овим догађајима, познати цртач стрипа Бил Молдин направио је познату карикатуру тога времена који је Пастернака приказивао као још једног затвореника у Сибиру како цепа дрво у снегу. У тој карикатури приказује га се као затвореника који изјављује: „Ја сам добио Нобелову награду за књижевност. Што је твој злочин?” Овај је стрип освојио Пулицерову награду за уредничку карикатуру 1959.
Нобелова медаља је на крају предана Пастернаковом сину Јевгенију на церемонији у Стокхолму током Нобелове недеље у децембру 1989. године. На тој је церемонији руски челиста Мстислав Ростропович свирао Бахову серенаду у част свога преминулог сународњака.

## Дела
Збирке
- „Изнад баријера“
- „Сестра моја, живот“
- „Теме и варијације“
- „Друго рођење“

Романи
- „Доктор Живаго“
- „Детињство Љуверсове“

Поеме
- „Поручник Шмит“
- „Спекторски“

Aутобиографско дело
- „Заштитна повеља“